# Florenci de Sevilla
|  | Per a altres significats, vegeu «Florenci de Carracedo». |

Florenci (Hispalis, actual Sevilla, 432 - 485) fou un religiós, probablement prevere. És venerat des d'antic com a sant.

## Biografia
No se'n sap gairebé res de la seva vida. Segons la inscripció del seu reliquiari, havia nascut, probablement a Sevilla, l'any 432 i va morir-hi el 23 de febrer de 485, de mort natural. Va ésser enterrat quinze dies després, probablement perquè el seu cos va estar exposat a la veneració pública, la qual cosa seria senyal d'una popularitat gran, com testimonia també la seva veneració des de llavors. De vegades surt citat com a bisbe, però no va ser-ho: probablement era un prevere.

## Veneració
A un antic breviari de Sevilla ja consta la seva festivitat, el 23 de febrer, qualificant-lo de confessor. A la catedral, una capsa de relíquies indica a la inscripció Florentius vir sanctus, el dia de la mort, de l'enterrament i l'edat.